# Декомпрессионный компьютер

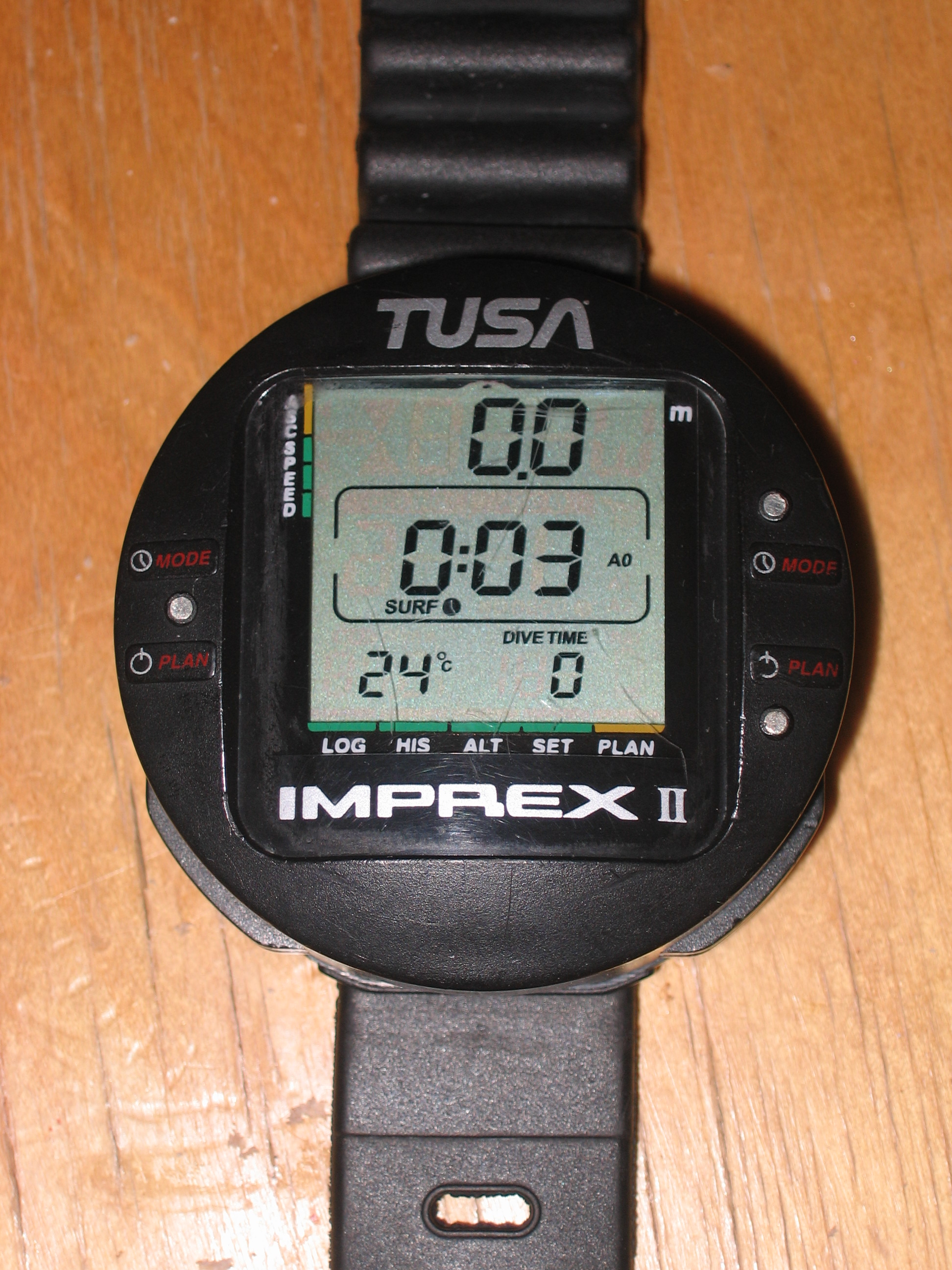
Один из самых простых дайв-компьютеров

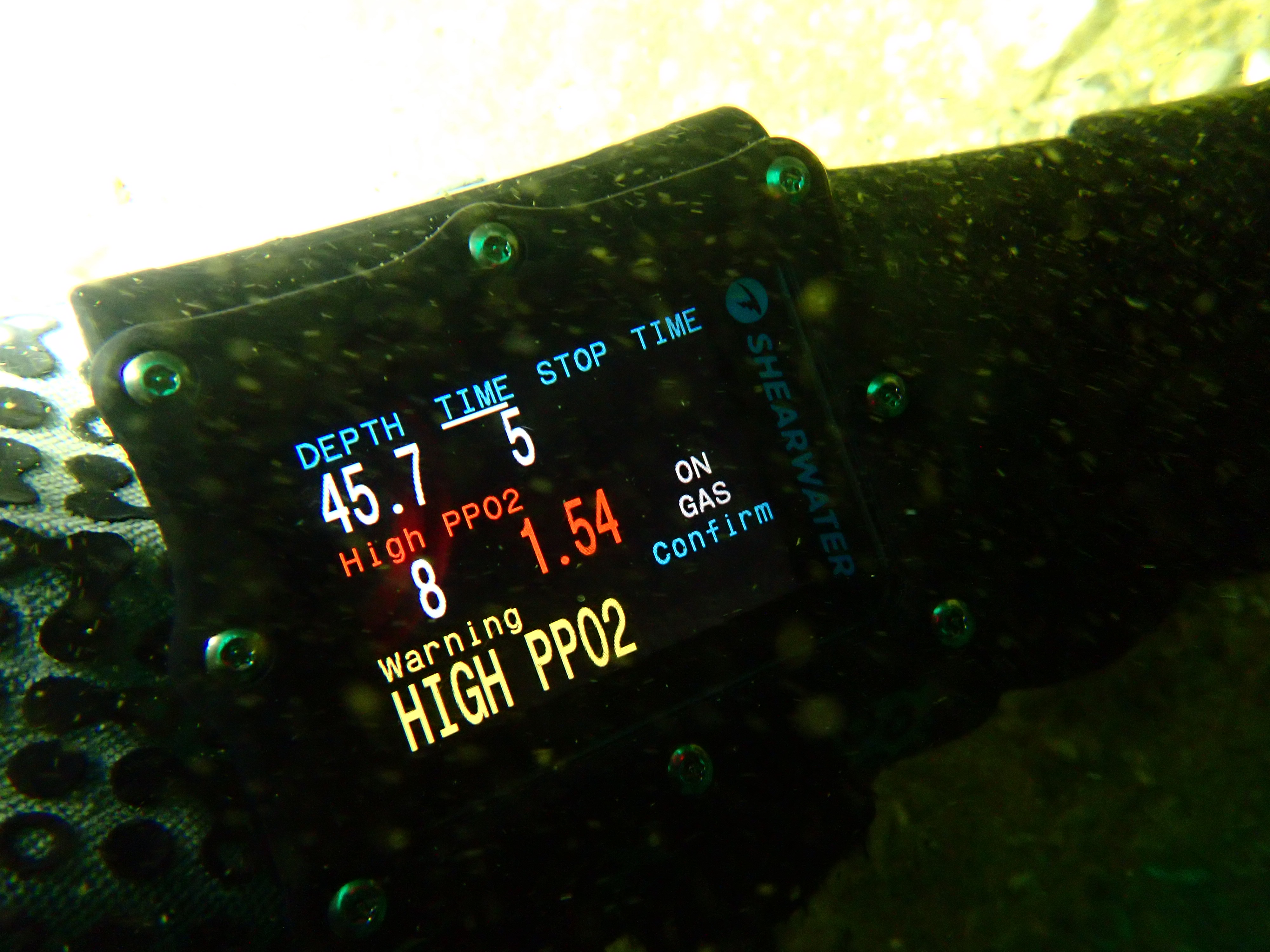
Декомпрессионный компьютер с цветным дисплеем

Декомпрессионный компьютер, декомпрессиометр, дайв-компьютер  — специализированное устройство, сочетающее в себе, как минимум, часы, глубиномер, термометр и специализированный вычислитель. Декомпрессиометр служит для расчёта количества поглощённого азота или гелия; количества, глубин и времени декомпрессионных остановок, а также режимов последующих погружений. Более сложные модели, воздушно-интегрированные, могут получать информацию от датчиков давления (для расчёта расхода воздуха и планирования времени погружения) и газоанализаторов, вести расчёты для смесей газов, отличных от воздуха, как то: нитрокс (найтрокс), гелиокс, тримикс.
Крепление декопрессиометра возможно как на консоль, так и на запястье, как обычные часы.

## Что такое алгоритм подводного компьютера
Алгоритм подводного компьютера, по сути, представляет собой набор математических формул, используемых для расчета безопасных пределов погружения с учетом различных измерений в реальном времени, таких как глубина, время на этой глубине, температура воды, газовая смесь, давление в цилиндре, подъем, скорость. Все компьютерные алгоритмы погружений предназначены для предупреждения риска получения декомпрессионной болезни (ДКБ).

## Используемые алгоритмы
Моделирование проводятся на основе декомпрессионных таблиц Альберта Бюльмана, Джона Холдейна или алгоритмов (VPM, RGBM), с возможными некоторыми модификациями, увеличивающими безопасность.

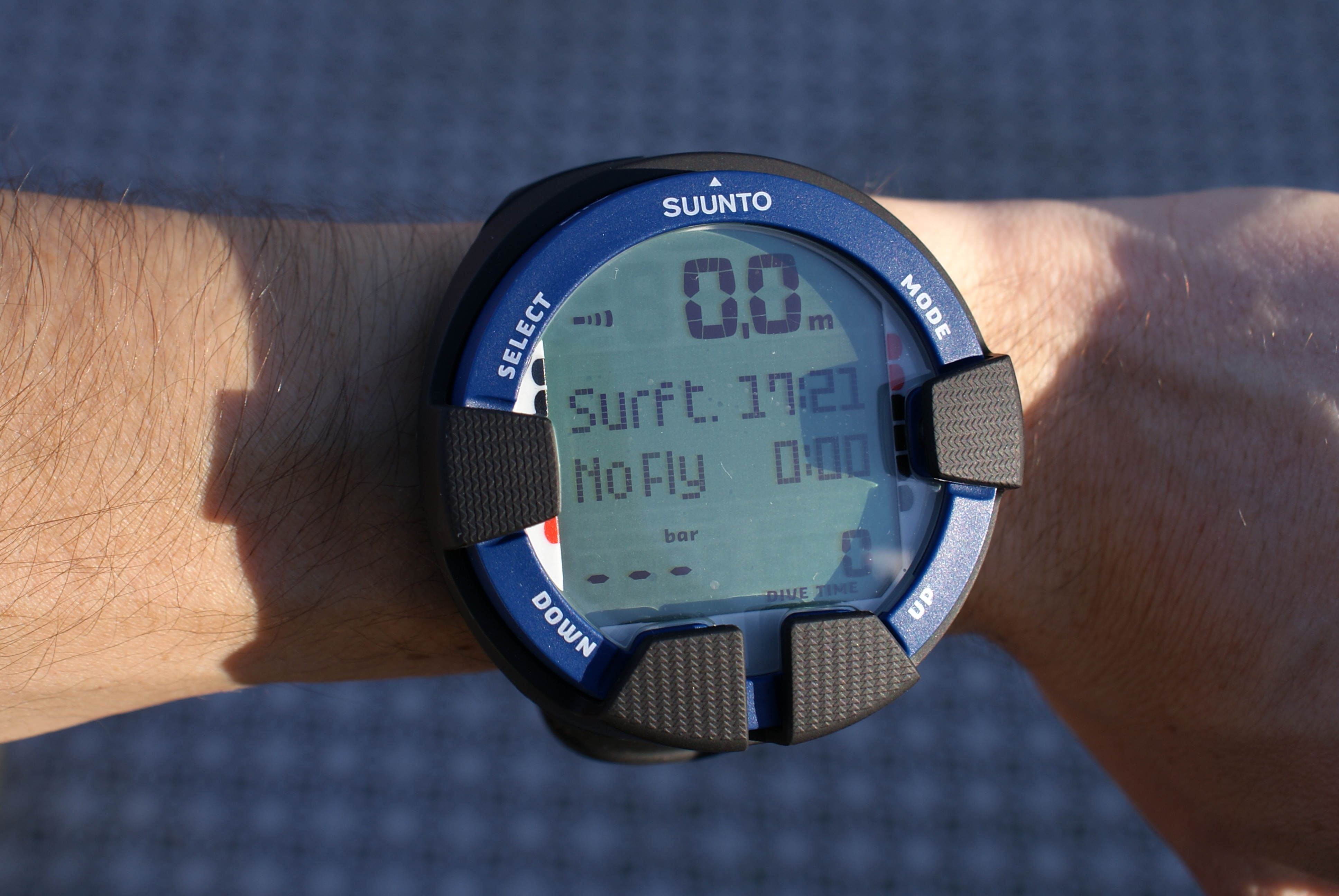
Подводный компьютер с беспроводным датчиком воздуха и Nitrox возможностями.

## Расчёт декомпрессионных обязательств
На данный момент существует две группы устройств, с разным подходом к осуществлению декомпрессии:
1. Приборы, для которых декомпрессия является «аварийным» режимом работы, то есть они могут произвести расчёт декомпрессионных остановок, но с очень жёсткими ограничениями, например: максимальная глубина первой остановки — 12 метров, или общее время декомпрессии — не более 100 минут. Компьютеры этого типа предназначены сугубо для рекреационных погружений.
2. Компьютеры с полноценной декомпрессионной моделью: приборы этого типа не накладывают ограничений на продолжительность, глубину и профиль погружения.

## Работа в режиме измерителя

Схематическое строение подводного компьютера

Большинство современных дайв-компьютеров позволяют работать в режиме измерителя или гейджа (от англ. Gauge), во время которого происходит только фиксация параметров погружения, а расчёт насыщения тканей тела газами не производится. Данный режим предназначен для проведения погружения по предварительно рассчитанному с помощью декомпрессионных таблиц, планировщиков профилю или для погружений deco-on-fly.

## Предостережения
Необходимо помнить, что ни один декомпрессиометр не может гарантировать точное соответствие показаний прибора и реальное избыточное количество газов в организме, так как расчёты проводятся на усреднённых моделях групп тканей.

### Производители дайв-компьютеров
Производителей дайв-компьютеров не так много:
- Citizen
- Cochran Undersea Technology
- HeinrichsWeikamp
- HTM Sports: Dacor и Mares
- HydroSpace Engineering
- Liquivision (недоступная ссылка)
- Pelagic group: Aeris, Hollis, Oceanic, Sherwood, Genesis
- Scubapro-UWATEC — часть Johnson Outdoors, производитель компьютеров Aladdin и Galileo Sol (англ.)
  - Scubapro, Aeris, Subgear  (англ.)
  - Uwatec — производитель компьютеров Aladdin и Galileo Sol (англ.)
- Seiko
- Shearwater Research
- uemis
- Underwater Technology Center
- Heliox Technologies Inc. — производитель компьютеров Tachyon (англ.)
- Suunto — производитель компьютеров Suunto
- Delta P VR Technology  — производитель компьютеров VR2, VR3 (англ.)
- Sporasub
- Atomic Aquatics — производитель компьютеров Atomic
- Omersub
- HeinrichsWeikamp

Кроме того на рынке представлено много брендов, изготовленных производителями для компаний, специализирующихся на продаже оборудования для дайвинга: Seiko (Apeks, Cressi, Dive Rite, Tusa, Zeagle) или Pelagic Pressure Systems (Beuchat, Oceanic, Genesis, Seemann, Sherwood) или Benemec Oy (A.P.Valves).

### Теории декомпрессии
- Разъяснение алгоритма Бульмана (англ.)
- Varying Permeability Model (англ.)